# Halbleiter-Temperatursensor

PTAT-Konstantstromquelle

Ein Halbleiter-Temperatursensor ist ein Temperatursensor auf Basis von Halbleitermaterialien. Er erzeugt eine zur absoluten Temperatur proportionale elektrische Größe. Diese elektrische Größe kann analog oder digital dargestellt sein. Die häufigsten Vertreter der Gattung geben eine analoge oder digital umgesetzte Spannung ab, die im letzteren Falle in aller Regel seriell übertragen wird, häufig über eine I²C-Schnittstelle. Die nächsthäufige Darstellung der Temperatur erfolgt über die proportionale Frequenz einer Rechteckschwingung. Wegen des beschränkten Temperaturbereiches, in dem ein Halbleiter funktionstüchtig ist, beschränkt sich der Anwendungsbereich dieser Temperaturmessmethode bis etwa 140 Grad Celsius. Häufig ist in einen solchen Temperatursensor ein Mikrocontroller integriert, der die Messfehler des eigentlichen Halbleitersensors korrigiert.
Bei der Messschaltung handelt es sich um eine Variante der PTAT-Konstantstromquelle. Die Transistoren für die beiden Stromspiegel sind jeweils auf demselben Halbleitersubstrat realisiert.

## Analog-Sensoren
- AD592[1]  Strom proportional zu absoluter Temperatur.
- KTY81 Serie[2] Temperaturabhängiger Widerstand (PTC) auf Si Basis.
- LM335[3] Spannung proportional zur absoluten Temperatur.

## Digital-Sensoren
- DS18S20[4]
- TSic-506[5] (Präzisions Sensor)
- AD7314[6]
- SMT172[7] (Hochgenauer Temperatursensor mit digitalem PWM Ausgang)